# Mohammad Rawas
Mohammad Rawas ou Mohammad El Rawas, né le 26 mai 1951 à Beyrouth, Liban, est un peintre et graveur libanais. Il a étudié les beaux-arts à l’université libanaise, avant de déménager à Londres pour y étudier la gravure à la Slade School of Fine Art. Actuellement, il vit et travaille à Beyrouth où il enseigne à l'université libanaise et à l'université américaine de Beyrouth.

## Biographie
Mohammad Rawas commence sa carrière artistique avec le début de la guerre civile libanaise. Il quitte le Liban pour Damas, puis le Maroc avant de revenir au Liban. Il part ensuite poursuivre ses études à Londres. À la fin des années 1970 et au début des années 1980, il produit des gravures liées à la guerre et à la violence en général. Ces œuvres sont présentées lors de plusieurs expositions, comme The Road to Peace, Saleh Barakat au Beirut Art Center.
De 1980 à 1990, Mohammad Rawas développe une pratique basée sur des constructions de balsa, d’aluminium et de cordes méticuleusement superposées sur des toiles. Pour ces œuvres complexes, il utilise de nombreuses références à la culture populaire  (manga, comics) de même que des œuvres des maîtres comme Les Ménines de Diego Vélasquez.
En introduisant une troisième dimension à ses travaux, Rawas s’inspire des boîtes de l’artiste surréaliste américain Joseph Cornell dont les œuvres les plus caractéristiques sont des assemblages créés à partir d’objets trouvés et d'emprunts à des œuvres existantes.
En 2007, pour la Biennale d’Alexandrie, Rawas produit sa première installation, Sit Down, Please. Cette œuvre multimédia est inspiré par une citation d’un poète du VIIIe siècle Aboû Nouwâs liée à l’amour et au désir dans les sociétés arabes.

## Marché de l'art
En octobre 2008, une toile de 1974, Souk El-Franj, Bab Idriss (Beirut Vegetable Market), estimée à 40 000 $ - 60 000 $ a été vendue 56 250 $.
L'œuvre mixed media One Flew Over The Cuckoo's Nest proposée en avril 2011 25 000 $ - 30 000 $ a été vendue 42 500 $.
Plus tard, À la recherche du temps perdu a réalisé 25 000 $ avec une estimation de 25 000 $ - 35 000 $.

## Prix
- Prize of the 24th Alexandria Biennale of the Mediterranean Countries. Alexandria, Égypte.
- Honorable Mention at the Ninth Norwegian International Print Triennale, Fredrikstad, Norway, 1989
- Prize of Honor, Cabo Frio International Print Biennale, Brésil, 1985
- Third Prize at The First Contemporary Arab Art Exhibition, Centre d'Art Vivant de la Ville de Tunis, Tunisie, 1984
- Honorable Mention, Third World Biennale of Graphic Art, Iraqi Cultural Center, Londres, 1980

## Publications
- Commentaires (Art Sawa,  2012)
- Maker of Realities (avec Antoine Boulad, 2011)
- The Art of Rawas, (Saqi Books, 2004)
- M. El Rawas (Antoine Boulad, Platform Gallery, 1991)

## Expositions

### Expositions personnelles
- Art Sawa Gallery, Dubai, 2010
- Aida Cherfan Fine Art, Beyrouth, 2007
- Janine Rubeiz Gallery, Beyrouth, 2004
- Janine Rubeiz Gallery, Beyrouth, 2000
- Janine Rubeiz Gallery, Beyrouth, 1997
- Janine Rubeiz Gallery, Beyrouth, 1995
- Platform Gallery, Beyrouth, 1991
- Kufa Gallery, Londres, 1990
- Rencontre Art Gallery, Beyrouth, 1979

### Expositions de groupe
- Art from Lebanon, Beirut Exhibition Center, 2012[12]
- Q Calling the Shots, vol 3. The Digital Age, Q Contemporary, Beyrouth, 2011
- Rebirth, Lebanon 21st Century Contemporary Art, Beirut Exhibition Art Center, Beyrouth, 2011
- Convergence, New Art from Lebanon, The American University Museum, Katzen Arts Center, Washington, 2010
- The Road to Peace, Painting in times of war. 1975-1991 Beirut Art Center, Beyrouth, 2009
- Virtuellement réel: Reflection, in contemporary painting and photography. Alice Mogabgab Gallery, Beyrouth, 2009
- The Responsive Hand, Drawings 1, Maqam Gallery, Beyrouth, 2009
- 24th Alexandria Biennale of the Mediterranean Countries. Alexandrie, 2007
- Word into Art, Artists of the Modern Middle East. The British Museum, Londres, 2006
- First Beijing International Art Biennale, 2003
- Tokyo Mini Print Biennale, 2002
- Ninth International Graphic Artists, Trondheim Art Center, Trondheim, 1998
- Eighth Asian Art Biennale, Dacca, 1997
- Kraków International Print Triennale, 1997
- Contemporary Lebanese Artists, Sharjah Art Museum, 1996
- Eighteenth Alexandria Biennale, 1993
- First International Print Biennale, Maastricht, 1993
- Liban, Le Regard des Peintres, Institut du monde arabe, Paris, 1989
- Lebanon, The Artist's View, Concourse Gallery, Barbican Center, 1989
- Ninth Norwegian International Print Triennale, Fredrikstad, Norvège, 1989
- Présence de la Gravure, Centre d'Art Vivant de la Ville de Tunis, 1988
- Contemporary Lebanese Artists, Kufa Gallery, Londres, 1988
- Contemporary Arab Art, The Mall Galleries, Londres, 1986
- Cabo Frio International Print Biennale, Brésil, 1985
- Slade Folio Show, Greenwich Theatre Art Gallery, Londres, 1981